# Коптев, Евгений Андреевич
Евге́ний Андре́евич Ко́птев (27 сентября 1935, село Знаменское, Курская область — 20 января 2016) — российский писатель.

## Биография
В двенадцать лет остался за кормильца в семье. Закончив одну из донбасских школ ФЗО, работал слесарем-монтажником на строительстве Новочеркасского электродного завода, Салаватского нефтеперерабатывающего комбината, в шахте Кременная-Восточная, служил в танковых войсках. В 1963 году, окончив индустриальный техникум, работал мастером производственного обучения на Рубежанском химкомбинате. В 1972 году заочно окончил Литературный институт имени А. М. Горького, а спустя три года приехал на Камчатку и поселился в посёлке Палана. Семь лет работал в газете «Корякский коммунист». Много внимания уделял делу охраны природы.
Первая книга писателя «Ожидание листвы» (1967) — небольшой сборник микроновелл о природе и бережном отношении ко всему живому. Она была издана на Украине, как и три последующих сборника Е. Коптева «Самая длинная ночь» (1971), «Сотвори рассвет» (1974) и «Возмужание» (1977). В Петропавловске-Камчатском увидели свет новые книги писателя «Пролетье» (1982) и «Час большой тишины» (1987), написанная для детей. Героями рассказов Коптева стали люди сурового северного края. Многие его произведения — автобиографичны.
Был членом Камчатского регионального отделения Союза писателей России.